# Дзеркала Тузан Зуна
Дзеркала Тузан Зуна (англ. The Mirrors of Tuzun Thune) — оповідання у жанрі фентези американського письменника-фантаста Роберта Говарда, одне з його оригінальних оповідань про Кулла з Атлантиди. Вперше було опубліковано в 1929 році в журналі Weird Tales. Це одне з трьох оповідань про Кулла, опублікованих за життя Говарда .
Дія розгортається у вигаданій доісторичній Турійській ері, у ньому розповідається про розчарованого короля Кулла, який ставить під сумнів сенс існування, що змушує його шукати допомоги у дволикого чарівника.

## Сюжет
Кулл, король Валюзії, страждає від важкої депресії, від якої не може його розбудити навіть його друг і союзник Брюле Списоносець. Пізніше таємнича жінка шепоче Куллу, що він повинен відвідати Тузун Тун, чарівника Стародавньої раси, який нібито знає таємниці життя. Кулл заінтригований і негайно вирушає до нього.
Кулл прибуває до лігва чарівника, відомого як «Будинок тисячі дзеркал» і вони починають розмову. На запитання Кулла щодо легітимності його повноважень Тузун Тун просто пропонує йому ухильну відповідь. Розчарований Кулл заявляє, що він вважає Туна звичайною людиною. Однак Тун зазначає, що всі люди, від королів до чарівників, є звичайними людьми.
Тузун Тун проводить Кулла глибше в його лабораторію та показує йому дзеркальну залу. Одне з яких, як стверджує чарівник, створене з «Найглибшої магії». Однак, коли Кулл дивиться в дзеркало, він бачить лише своє відображення. Потім він починає замислюватися, чи він сам є лише дзеркальним відображенням, а людина в дзеркалі — справжнім Куллом і він прагне відвідати цей «справжніший» світ.
Кулл йде, але день за днем повертається, щоб дивитися в це дзеркало. Справи його держави занедбані, а піддані починають турбуватися про свого короля. Тим не менш, Куллу це байдуже. Невдовзі Кулл починає відчувати, як він прослизає в це дзеркальне царство. Раптом Кулл чує, як хтось кличе його по імені і дзеркало розбивається. Брюле прибув до лігва чаклуна та вбив Тузун Туна.
Брюле пояснює, як Тун був залучений у змову вбити короля, як і жінка, яка першою запропонувала Куллу відвідати чарівника. Кулл запитує, чому чарівник, який має владу над вимірами, брав участь у грі за політичну владу. Брюль зазначає, що всі люди, від королів до чарівників, є звичайними людьми.
Однак Брюле каже, що коли він прибув, то побачив Кулла, який фактично розчинився в дзеркалі. Кулл цікавиться, чи справді Тун наклав на нього могутнє заклинання, чи йому вдалося самотужки розірвати узи реальності.
Обидва залишають труп Тьюна там, де він лежить і йдуть. Але до кінця життя Кулла переслідують питання про те, що насправді сталося з ним у дзеркалі Тьюна, і вони залишають його ще менш певним щодо природи реальності.

## Адаптації
Ця історія була переписана під Конана з Кімерії Marvel Comics у «Конан-варвар» №25 («Дзеркала Харам-Аккада», квітень 1973).